# Агирре, Хулиан
Хулиа́н Аги́рре (исп. Julián Aguirre; 28 января 1868, Буэнос-Айрес — 13 августа 1924, там же) — аргентинский композитор.

## Биография
Окончил Мадридскую консерваторию, ученик Эмилио Арриеты. В 1887 году вернулся в Аргентину. С 1893 преподавал в Буэнос-Айресской консерватории Альберто Вильямса, в 1916 основал собственное учебное заведение — Аргентинскую школу музыки (исп. Escuela Argentina de Música).
Творчество Агирре — в основном, состоящее из фортепианных и вокальных сочинений, — сочетает испанские и французские влияния с глубокими фольклорными корнями, включая прямые обработки креольских песен. Агирре также много выступал как музыкальный критик, а в 1900 году выпустил книгу стихов. Хулиан Агирре являлся инициатором внедрения фольклорных элементов в музыке, а так же, он был первым аргентинским композитором, который искал вдохновение в народной музыке, отстраняясь от технических форм, навязываемых модой "веризма" и "вагнеризма", хотя и не полностью отходя от романтического влияния испанской музыки.
В 1951 в честь Агирре была названа консерватория в аргентинском городе Банфильд, основанная Альберто Хинастерой.